# 新納翔
新納 翔（にいろ しょう、1982年9月2日 - ）は日本の写真家。妻は編集者の角由紀子。

## 来歴
神奈川県横浜市に生まれる。2001年麻布高校卒業後、浪人中に手にした奈良原一高の写真集『人間の土地』に感銘を受け、写真家を志す。2002年、早稲田大学理工学部応用物理学科に入学。宇宙物理学を学ぶ傍ら写真活動に邁進し、2006年同大学中退を機に、写真家としての活動を本格的に始める。
2009年から2年間、自主ギャラリー「Gallery Niepce」のメンバーに参加。2012年には川崎市市民ミュージアムにて写真講座の講師を務める。
2007年から2013年にかけて、日本三大ドヤ街の一つ山谷地区（東京都台東区）にて帳場の仕事をしながら7年間撮影を続け、2010年写真集「山谷」(Zen Foto) を出す。2冊目に出した写真集「Another Side」(LibroArte) は日本では始めてのクラウドファンディングによって出版された写真集となった。2014年からは築地市場を撮影するために警備会社に就職し、「築地0景」および「築地ラビリンス」（ふげん社）を出版。現在500px公式フォトグラファー。
2017年9月、写真集「PEELING CITY」出版。

## 展示

### 個展
2006年
道脈 (Gallery Niepce)
2007年
横浜遥か近景 (Garellia Q)
2008年
Out Line (Garellia Q)
2009年
Dystopia Nippon (Gallery Niepce)
山谷Now (Gallery Niepce)
道脈 #2 (Gallery Niepce)
2010年
Dystopia Nippon #2 (Gallery Niepce)
道脈 #3 (Gallery Niepce)
NoSunnyDays (Gallery Niepce)
2011年
山谷（Zen Foto Gallery, 北京）
2012年
Tokyo Foto (LibroArte)
帳場カメラマンが見た山谷（広島大学）
NoFoundPhotography（パリ）
2014年
Japan Expo（パリ）
2015年
築地0景（ふげん社）
2016年
Another Side（新宿ベルク）
Another Side 2016 ver.2（渋谷Loft9）

### グループ展
2009年
vs. Station by Dystopia Photographers (Gallery Niepce)
2010年
Spicilegium Amecitiae (Totem Pole Photo Gallery)
2011年
Spicilegium Amecitiae (Totem Pole Photo Gallery)
The Histoic Future 8.4 Yokohama 新納翔×下平竜矢（大蔵寺 唯摩堂、神奈川）
2014年
photobookshow (One Eyed Jacks Gallery - Brighton)
2016年
築地ラビリンス 土屋勝義・新納翔二人展（ふげん社）

## 写真集
2004年
襤褸に生きる（マリア書房）
2010年
山谷 (Zen Foto Gallery)
2012年
Another Side (LibroArte)
2015年
築地0景（ふげん社）
2016年
築地ラビリンス（ふげん社）

## 出演
- TVタックル（テレビ朝日）
- ダラケ! 〜お金を払ってでも見たいクイズ〜（BSスカパー!）

## 掲載
- art_ticle 2010年12月号（アーティクル）[8]
- 実録怪談集百物語第九夜 カバー写真（角川書店）
- 総合雑誌「潮」2010年10月号 フォトレポート
- 月刊CAPA 2012年12月号
- 日本カメラ 2013年1月号
- アサヒカメラ 2013年1月号
- NoFoundPhotography 公式カタログ 2013年
- SHUTTER magazine Vol.14 2014年9月号
- アサヒカメラ 8月号
- 『80年以上の歴史に幕 築地市場移転をめぐる葛藤と新たな決意』（週刊女性）2016年5月17日
- 『築地〜ゼロへの景色〜』（銀座百点）2016年11月号

## 主なWeb掲載
- 『japanexposures』http://www.japanexposures.com/2009/07/28/sho-niiro-from-dystopia-nippon-series/
- 『Documentary Arts Asia』http://www.doc-arts.asia/library-2/sanya/
- 『PeelingCity』http://fugensha.jp/?p=580
- 『東日本大震災、見えないボーダーに気をつけろ ― 写真家・新納翔が見た「津波最終到達地点」ヨッシーランド』(TOCANA) http://tocana.jp/2016/03/post_9075.html
- 『7年間ドヤ街・山谷を撮り続けた写真家は見た ― 年金を息子に奪われ、騙され、隅田川に散った老婆』(TOCANA) https://tocana.jp/2015/06/post_4707_entry.html
- 『築地を知りすぎた男たちが語る「うまいだけじゃない築地の引⼒」』(Yahoo!) https://lifemagazine.yahoo.co.jp/articles/5866
- 『キャラバニストベース』（日産）[9]https://www2.nissan.co.jp/SP/CARAVAN/CARAVANISTBASE/